# Edenkoben
Edenkoben is een plaats (stad) in de Duitse deelstaat Rijnland-Palts, gelegen in de Landkreis Südliche Weinstraße. Edenkoben telt 6.698 inwoners

## Bestuur
Edenkoben maakt deel uit van de Verbandsgemeinde Edenkoben waarvan het ook het bestuurscentrum is.

## Geboren
- Friedrich Arnold (1803-1890), hoogleraar anatomie en fysiologie
- Franz Weidenreich (1875-1948), anatoom en antropoloog van joodse afkomst

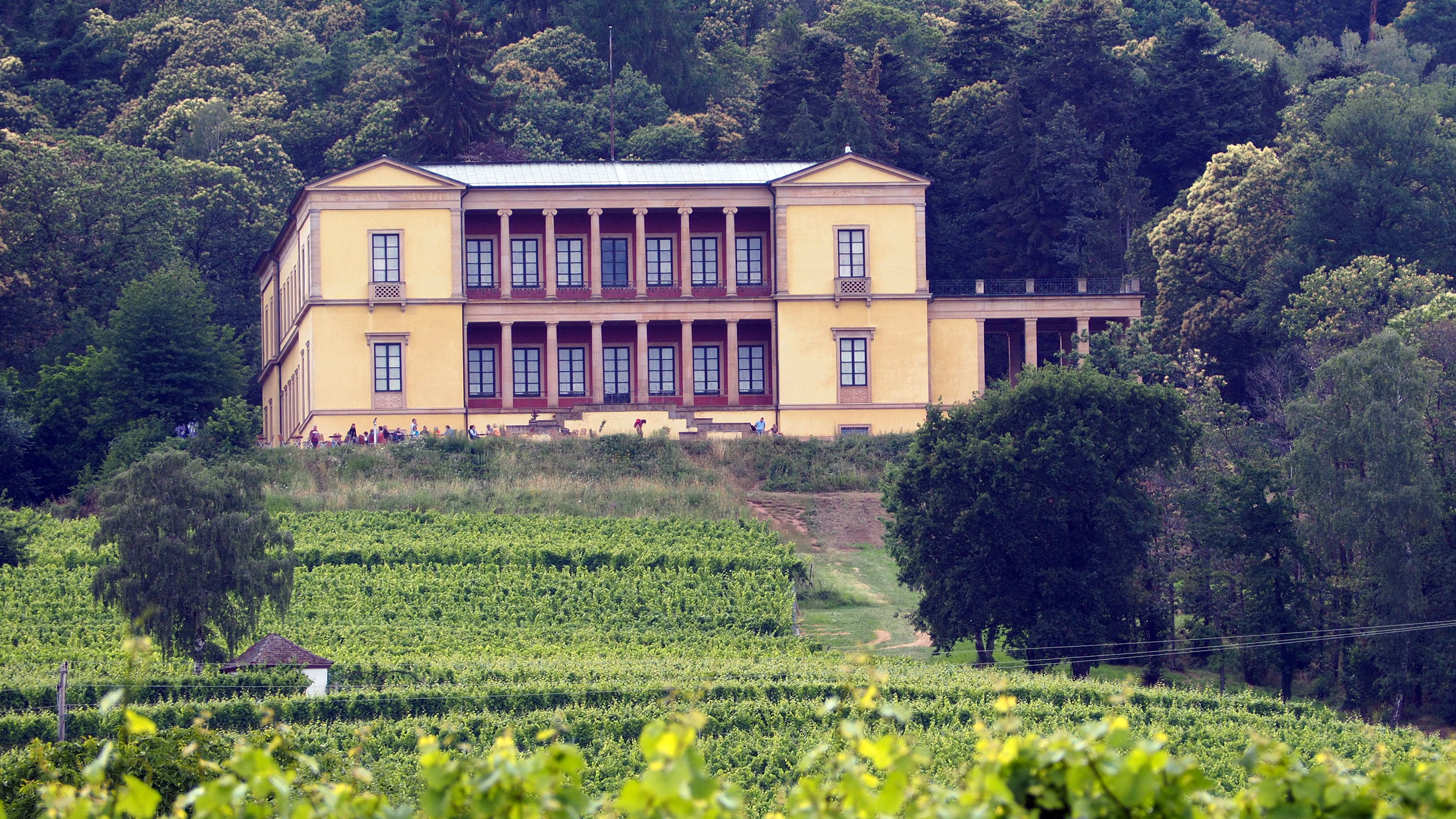
Slot Villa Ludwigshöhe

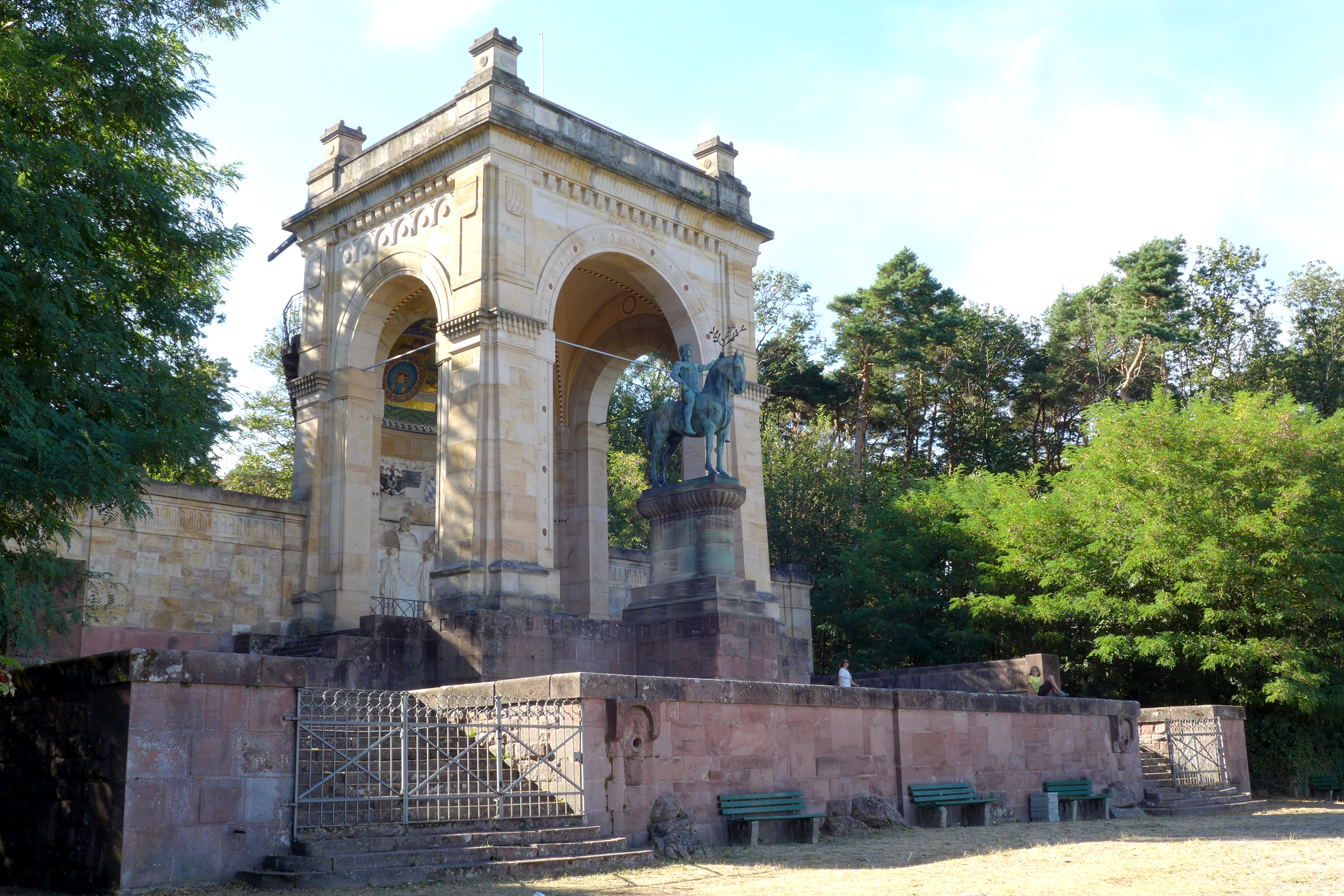
Edenkoben: Friedensdenkmal